# Diachus aeruginosus
Diachus aeruginosus är en skalbaggsart som beskrevs av J. L. Leconte 1880. Diachus aeruginosus ingår i släktet Diachus och familjen bladbaggar. Inga underarter finns listade i Catalogue of Life.